# Большой каскад у Александровского дворца
Большой каскад у Александровского дворца — памятник архитектуры, высокая плотина со шлюзом, построенная при организации пейзажного парка по проекту И. В. Неелова. В проект входило создание трёх прудов; к западу от дворца был создан Детский пруд, к северу — Нижний (Фасадный), плотина была создана между ними (без неё существование Детского пруда было невозможным).
В 1817 году А. Менелас придал плотине вид естественного каскада, замаскировав каменными глыбами и растущими между ними деревьями.